# 821년

## 연호
- 당(唐) 원화(元和) 16년 / 장경(長慶) 원년
- 일본(日本) 고닌(弘仁) 12년

## 기년
- 당(唐) 목종(穆宗) 원년
- 신라(新羅) 헌덕왕(憲德王) 13년
- 발해(渤海) 선왕(宣王) 4년